# Diradops xenika
Diradops xenika är en stekelart som beskrevs av Ugalde och Ian D. Gauld 2002. Diradops xenika ingår i släktet Diradops och familjen brokparasitsteklar. Inga underarter finns listade i Catalogue of Life.